# Pluto (Disney)
Pluto (cunoscut și ca Pluto the Pup) este un personaj animat din faimoasele serii de desene animate realizate de Walt Disney, apărut în 1930. Este un câine galben-portocaliu de mărime medie cu urechi negre. Spre deosebire de multe personaje Disney, Pluto nu este antropomorfic în afara câtorva expresii faciale, deși acesta a vorbit pentru o scurtă perioadă din istoria sa. În mod oficial Pluto este animalul de companie al lui Mickey Mouse. El este un câine de rasă mixtă, dar inițial era un copoi în desenul "The Chain Gang". Împreună cu Mickey Mouse, Minnie Mouse, Donald Duck, Daisy Duck și Goofy, Pluto face parte din grupul "Sensational Six", cele mai mari staruri din universul Disney. Deși toți sunt animale umane, Pluto nu este îmbrăcat ca atare.

## Istorie
Pluto și-a făcut debutul în scurt-metraje animate și a apărut în 24 de desene din seria Mickey Mouse înainte să-și primească propria serie în 1937. Cu toate el a apărut în 89 de filme din 1930 până în 1953. Multe din ele au fost nominalizate pentru un Premiu Oscar, printre care The Pointer (1939), Squatter's Rights (1946), Pluto's Blue Note (1947), și Mickey and the Seal (1948). Unul din acestea, Lend a Paw (1941), l-a câștigat în 1942. Deoarece Pluto nu vorbește, filmele sale în general se concentrează pe umor fizic. Astfel Pluto a fost făcut o figură de pionierat în animație, exprimându-și personalitatea prin animație și nu prin dialog.
La fel ca și alți parteneri din desenele lui Pluto, cățelul s-a remarcat extensiv în benzi desenate de-a lungul anilor, cu primul număr apărând în 1931. În mod curios Pluto a fost singurul personaj standard Disney neinclus când toată gașca s-a reunit în filmul din 1983 Colindul lui Mickey (Mickey's Christmas Carol), deși acesta s-a întors în Prinț și cerșetor (The Prince and the Pauper) (1990) și Creier pe fugă (Runaway Brain) (1995). El a apărut și în seriale de televiziune ca Fabrica de râs a lui Mickey (Mickey Mouse Works) (1999–2000), Casa lui Mickey Mouse (House of Mouse) (2001–2002), Clubul lui Mickey Mouse (Mickey Mouse Clubhouse) (2006–2016), noile scurt-metraje Mickey Mouse (2013–prezent), și Mickey și piloții de curse (Mickey & the Roadster Racers) (2017-prezent). De asemenea el a avut apairții cameo în filmul Cine vrea pielea lui Roger Rabbit? (Who Framed Roger Rabbit) (1988) și într-un episod din Gașca Rațelor (Quack Pack).

## Caracteristici
În general, Pluto este reprezentat ca un câine voios și aventuros dar care se panichează atunci când se confruntă cu ceva necunoscut. Teme comune în desenele cu Pluto sunt gelozia sa când Mickey își ia un alt animal de companie, atunci când acesta înghite ceva și se sperie de acest lucru, încurcătura cu un obiect neanimat, sau atunci când este batjocorit de un animăluț mai mic. În multe apariții alături de Mickey Pluto se va arunca în necazuri ce îl fac pe Mickey să se enerveze pe el (însă deseori se înveselește și îi spune că "nu poate fii supărat pe el"). În desenul animat Pluto's Quin-Puplets din 1937, acesta are un mic fiu care este numit simplu "Pluto Junior", iar în Pluto's Kid Brother din 1946 un frate mai mic numit K.B.

## Lista de filme
| N/o  | Titlu român                         | Titlu englez              |
| ---- | ----------------------------------- | ------------------------- |
|      |                                     |                           |
| 1930 |                                     |                           |
|      |                                     |                           |
| 01   | Gașca lanțului                      | The Chain Gang            |
|      |                                     |                           |
| 1933 |                                     |                           |
|      |                                     |                           |
| 02   | Construirea unei construcții        | Building a Building       |
|      |                                     |                           |
| 1935 |                                     |                           |
|      |                                     |                           |
| 03   | Grădina lui Mickey                  | Mickey's Garden           |
|      |                                     |                           |
| 04   | Judecata lui Pluto                  | Pluto's Judgement Day     |
|      |                                     |                           |
| 05   | Pe gheață                           | On Ice                    |
|      |                                     |                           |
| 1936 |                                     |                           |
|      |                                     |                           |
| 06   | Donald și Pluto                     | Donald and Pluto          |
|      |                                     |                           |
| 07   | Elefantul lui Mickey                | Mickey's Elephant         |
|      |                                     |                           |
| 08   | Mămica Pluto                        | Mother Pluto              |
|      |                                     |                           |
| 1937 |                                     |                           |
|      |                                     |                           |
| 09   | Vacanță Hawaiană                    | Hawaiian Holiday          |
|      |                                     |                           |
| 10   | Cei cinci puiuți ai lui Pluto       | Pluto's Quin-Puplets      |
|      |                                     |                           |
| 1938 |                                     |                           |
|      |                                     |                           |
| 11   | Papagalul lui Mickey                | Mickey's Parrot           |
|      |                                     |                           |
| 1939 |                                     |                           |
|      |                                     |                           |
| 12   | Concursul pentru căței              | Society Dog Show          |
|      |                                     |                           |
| 13   |                                     | Mickey's Surprise Party   |
|      |                                     |                           |
| 14   | Câinele de vânătoare                | The Pointer               |
|      |                                     |                           |
| 15   | Picnic pe plajă                     | Beach Picnic              |
|      |                                     |                           |
| 1940 |                                     |                           |
|      |                                     |                           |
| 16   | Mașina de spălat câini a lui Donald | Donald's Dog Laundry      |
|      |                                     |                           |
| 17   | Probleme pe plută                   | Put-Put Troubles          |
|      |                                     |                           |
| 18   | Problema cu osul                    | Bone Trouble              |
|      |                                     |                           |
| 19   | Curățătorii de geamuri              | Window Cleaners           |
|      |                                     |                           |
| 20   | Casa de vis a lui Pluto             | Pluto's Dream House       |
|      |                                     |                           |
| 21   | Domnul Șoarece face o călătorie     | Mr. Mouse Takes a Trip    |
|      |                                     |                           |
| 22   |                                     | Pantry Pirate             |
|      |                                     |                           |
| 1941 |                                     |                           |
|      |                                     |                           |
| 23   | Partenerul de joacă a lui Pluto     | Pluto's Playmate          |
|      |                                     |                           |
| 24   | Gentleman pentru gentleman          | A Gentleman's Gentleman   |
|      |                                     |                           |
| 24   | Cărăușul canin                      | Canine Caddy              |
|      |                                     |                           |
| 25   | O labă de ajutor                    | Lend a Paw                |
|      |                                     |                           |
| 1942 |                                     |                           |
|      |                                     |                           |
| 26   | Pluto Junior                        | Pluto Junior              |
|      |                                     |                           |
| 27   | Mascota armatei                     | The Army Mascot           |
|      |                                     |                           |
| 28   | Somnambulul                         | The Sleepwalker           |
|      |                                     |                           |
| 29   | Împărțind osul                      | T-Bone For Two            |
|      |                                     |                           |
| 30   | Pluto la Zoo                        | Pluto At The Zoo          |
|      |                                     |                           |
| 1943 |                                     |                           |
|      |                                     |                           |
| 31   | Pluto și tatu-ul                    | Pluto and the Armadillo   |
|      |                                     |                           |
| 32   | Pluto soldatul                      | Private Pluto             |
|      |                                     |                           |
| 33   | Vehicule victorioase                | Victory Vehicles          |
|      |                                     |                           |
| 1944 |                                     |                           |
|      |                                     |                           |
| 34   | Primăvară pentru Pluto              | Springtime for Pluto      |
|      |                                     |                           |
| 35   | Primele ajutoare                    | First Aiders              |
|      |                                     |                           |
| 1945 |                                     |                           |
|      |                                     |                           |
| 36   | Câine de pază                       | Dog Watch                 |
|      |                                     |                           |
| 37   | Ochii fac tot                       | The Eyes Have It          |
|      |                                     |                           |
| 38   | Casanova-ul canin                   | Canine Casanova           |
|      |                                     |                           |
| 39   | Legenda coiotului                   | The Legend of Coyote Rock |
|      |                                     |                           |
| 40   | Patrula canină                      | Canine Patrol             |
|      |                                     |                           |
| 1946 |                                     |                           |
|      |                                     |                           |
| 41   | Frățiorul lui Pluto                 | Pluto's Kid Brother       |
|      |                                     |                           |
| 42   | În Olanda                           | In Dutch                  |
|      |                                     |                           |
| 43   | Drepturi de burlac                  | Squatter's Rights         |
|      |                                     |                           |
| 44   | Cățelul răpit                       | The Purloined Pup         |
|      |                                     |                           |
| 1947 |                                     |                           |
|      |                                     |                           |
| 45   | Pluto la căldură                    | Pluto's Housewarming      |
|      |                                     |                           |
| 46   | Câinele salvator                    | Rescue Dog                |
|      |                                     |                           |
| 47   | Câinele poștaș                      | Mail Dog                  |
|      |                                     |                           |
| 48   |                                     | Pluto's Blue Note         |
|      |                                     |                           |
| 1948 |                                     |                           |
|      |                                     |                           |
| 49   | Hoțul de os                         | Bone Bandit               |
|      |                                     |                           |
| 50   | Achiziția lui Pluto                 | Pluto's Purchase          |
|      |                                     |                           |
| 51   | Somn de mâță                        | Cat Nap Pluto             |
|      |                                     |                           |
| 52   |                                     | Pluto's Fledgling         |
|      |                                     |                           |
| 1949 |                                     |                           |
|      |                                     |                           |
| 53   | Pluto Pueblo                        | Pueblo Pluto              |
|      |                                     |                           |
| 54   | Pluto și pachetul surpriză          | Pluto's Surprise Package  |
|      |                                     |                           |
| 55   | Puloverul lui Pluto                 | Pluto's Sweater           |
|      |                                     |                           |
| 56   | Albinuța lui Pluto                  | Bubble Bee                |
|      |                                     |                           |
| 57   | Câinele ciobănesc                   | Sheep Dog                 |
|      |                                     |                           |
| 1950 |                                     |                           |
|      |                                     |                           |
| 58   | Palpitații la inimă                 | Pluto's Heart Throb       |
|      |                                     |                           |
| 59   | Pluto și popândăul                  | Pluto and the Gopher      |
|      |                                     |                           |
| 60   | Câinele minune                      | Wonder Dog                |
|      |                                     |                           |
| 61   | Pluto, câinele primitiv             | Primitive Pluto           |
|      |                                     |                           |
| 62   | Cafeneaua pisicii                   | Puss Cafe                 |
|      |                                     |                           |
| 63   | Pacoste în vest                     | Pests of the West         |
|      |                                     |                           |
| 64   | Bătaie pe mâncare                   | Food For Feudin           |
|      |                                     |                           |
| 65   | Câine de camping                    | Camp Dog                  |
|      |                                     |                           |
| 1951 |                                     |                           |
|      |                                     |                           |
| 66   | Provizii pentru iarnă               | Cold Storage              |
|      |                                     |                           |
| 67   | Plutopia                            | Plutopia                  |
|      |                                     |                           |
| 68   | Curcanul voios                      | Cold Turkey               |
|      |                                     |                           |
| 1952 |                                     |                           |
|      |                                     |                           |
| 69   | Petrecerea lui Pluto                | Pluto's Party             |
|      |                                     |                           |
| 70   | Bradul lui Pluto                    | Pluto's Christmas Tree    |
|      |                                     |                           |
| 1953 |                                     |                           |
|      |                                     |                           |
| 71   | Lucruri simple                      | The Simple Things         |
|      |                                     |                           |